# Georg Groddeck
Georg Walther Groddeck (* 13. Oktober 1866 in Kösen; † 11. Juni 1934 in Knonau, Schweiz) war ein deutscher Arzt, Psychoanalytiker und Wegbereiter der Psychosomatik. Er war zudem als Sozialreformer und Schriftsteller tätig.

## Familie
Georg Groddeck stammte in der väterlichen Linie aus einer Danziger Patrizierfamilie: Sein Großvater, der Justizrat Carl August Groddeck (1794–1877), wurde Mitte des neunzehnten Jahrhunderts zum Oberbürgermeister in Danzig ernannt und während des Revolutionsjahres 1848 auch zum Abgeordneten der Preußischen Nationalversammlung gewählt. Georg Groddeck – das jüngste von fünf Kindern – war ein Sohn des Badearztes Carl Theodor Groddeck (1826–1885) und seiner Ehefrau Karoline Groddeck, geb. Koberstein (1825–1892). Der Vater hatte am 21. Dezember 1849 an der Berliner Universität eine Dissertation verteidigt, die unter dem Titel De morbo democratico, nova insaniae forma das Streben nach Demokratie in der Märzrevolution als neuartige Krankheit darstellte, und war damit von seinem Lehrer Johann Ludwig Casper, nachdem die Disputation zunächst ausgesetzt und am 12. März 1850 fortgesetzt wurde, promoviert worden. Groddecks Großvater mütterlicherseits, der Germanist August Koberstein, unterrichtete an der Landesschule Pforta. Georgs ältester Bruder Carl Groddeck war von 1894 bis 1897 Chefredakteur der konservativen Berliner Tageszeitung Die Post.

## Leben
Seine Kindheit verbrachte Georg Groddeck im Elternhaus in einer engen Bindung an seine Schwester Caroline (1865–1903). An der Landesschule Pforta legte er 1885 sein Abitur ab. Er begann ein Medizinstudium an der Friedrich-Wilhelm-Universität in Berlin, unter anderem bei Rudolf Virchow und Heinrich Wilhelm Waldeyer. Bei dem Dermatologen Ernst Schweninger, dem Leibarzt des Reichskanzlers Otto von Bismarck, promovierte Groddeck 1889. Der Titel seiner Dissertation lautete: Über das Hydroxylamin und seine Verwendung in der Therapie der Hautkrankheit. Von 1890 bis 1891 arbeitete Groddeck in Berlin als Assistent seines Mentors Schweninger. Ausgehend von dessen individualisierenden Behandlungsmethoden entwickelte er seine eigenen Praktiken, vor allem Massage, Bädertherapie und Diätetik.
Weil Georg Groddeck sein Medizinstudium vom Militär hatte finanzieren lassen, hätte er eigentlich ab 1891 für acht Jahre als Militärarzt tätig sein müssen. Er konnte jedoch erreichen, dass er nach Tätigkeiten in Brandenburg und in Weilburg an der Lahn schon 1896 von dieser Verpflichtung entbunden wurde. Danach arbeitete Groddeck wiederum als Assistent bei Ernst Schweninger, bis 1897 in Berlin und anschließend in Baden-Baden.
1896 heirateten Georg Groddeck und Else Neumann, die Ex-Frau von Friedrich von der Goltz. Der Ehe entstammte die Tochter Barbara Groddeck (1901–1957). In zweiter Ehe war Georg Groddeck ab 1923 mit der Schwedin Emmy von Voigt, geb. Larsson (1874–1961), verheiratet. Sie hatten sich 1915 kennengelernt. Emmy von Voigt übersetzte Zur Psychopathologie des Alltagslebens von Sigmund Freud ins Schwedische.

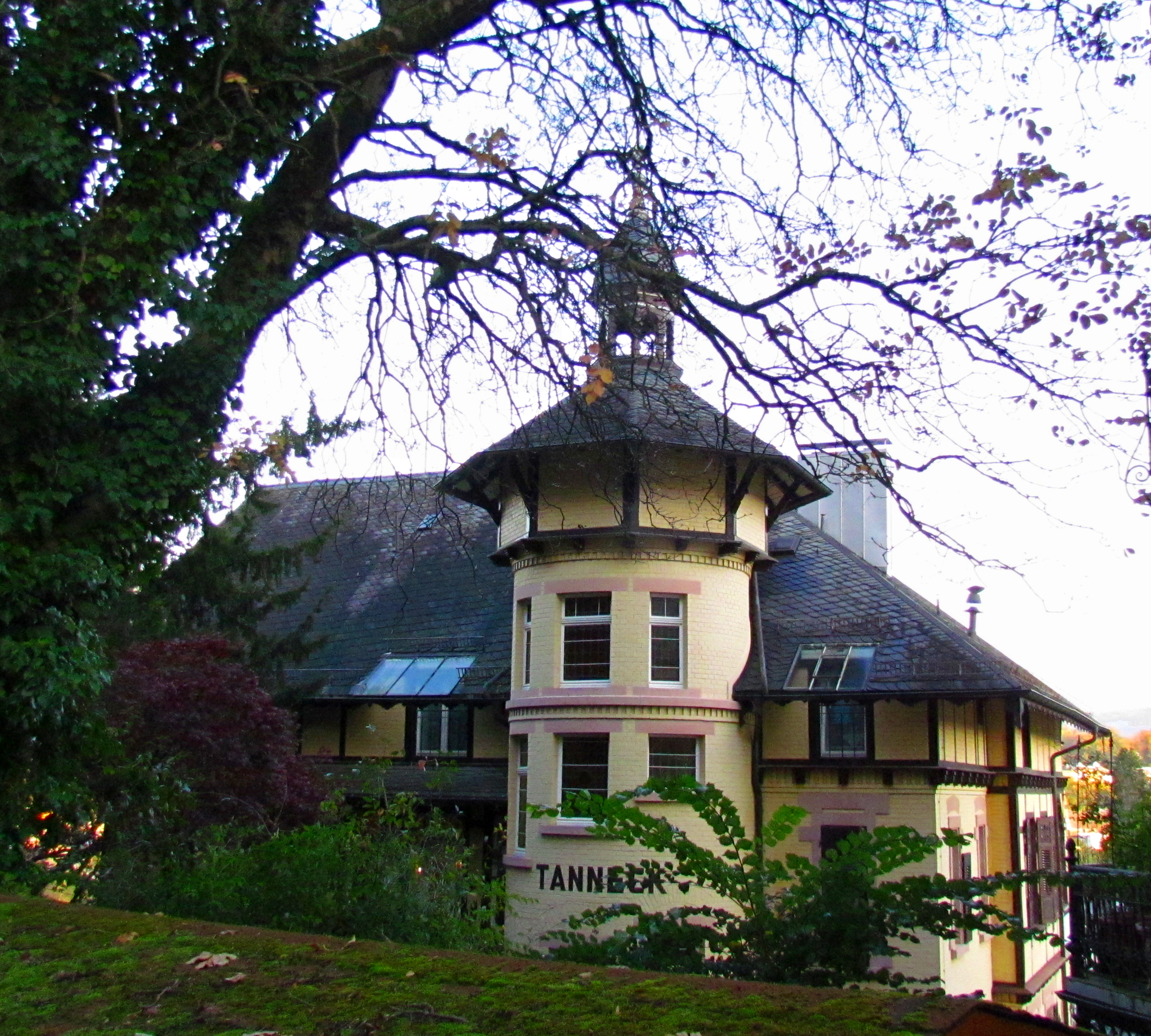
Villa Marienhöhe: In Groddecks ehemaligem Sanatorium befindet sich heute das Hotel Tanneck.

Im Jahr 1900 konnte Groddeck in der Villa Marienhöhe in Baden-Baden ein eigenes Sanatorium mit fünfzehn Betten eröffnen, das er bis zu seinem Tod leitete. Seine Patienten waren überwiegend chronisch körperlich Erkrankte. Parallel zu seiner Tätigkeit als Bade- und Kurarzt hielt er auch Vorträge, die er als einen Teil seiner Therapie betrachtete. Direkt zu Beginn des Ersten Weltkriegs arbeitete Georg Groddeck im Lazarett Badischer Hof in Baden-Baden. Schon im April 1915 wurde, vermutlich vom Sanitätsamt des XIV. Armeekorps, verfügt, dass im Lazarett Badischer Hof nur noch Patienten mit rheumatischen Erkrankungen aufgenommen und höchstens acht Wochen behandelt werden sollten. Groddeck war mit der seiner Meinung nach zu kurzen Behandlungsdauer von acht Wochen nicht einverstanden und bestand darauf, dass ein weiterer Arzt nach acht Wochen über eine Behandlungsverlängerung entscheiden solle. Aufgrund seiner Kritik kündigte ihm das Sanitätsamt des XIV. Armeekorps im Mai 1915. Das Rote Kreuz, bei dem Georg Groddeck angestellt war, wurde über diese Kündigung nicht informiert und äußerte sich gekränkt.
1913 hatte Groddeck erstmals Bücher von Sigmund Freud gelesen und 1917 begann zwischen den beiden Medizinern ein Briefwechsel. Nach der durch Sigmund Freud geförderten Aufnahme Groddecks in die Internationale Psychoanalytische Vereinigung im Juli 1920 hielt Georg Groddeck im September 1920 auf dem VI. Internationalen Psychoanalytischen Kongress in Den Haag einen Vortrag, den er mit den Worten begann: Ich bin ein wilder Analytiker. Auf dem Kongress kam es auch zu ersten Kontakten mit Sándor Ferenczi, Otto Rank, Ernst Simmel und Karen Horney. Auf dem VII. Kongress, der Ende September 1922 in Berlin stattfand, wollte Groddeck unter dem Thema Die Flucht in die Philosophie über seinen Es-Begriff referieren, hielt aber, verärgert über Freuds einige Stunden zuvor gehaltenen Vortrag, in dem dieser seinen von Groddeck entwendeten und dann veränderten Es-Begriff vorgetragen hatte, nur eine „ulkige Rede“. Auch infolge seiner Kongressbeteiligungen besuchten prominente Fachkollegen wie Lou Andreas-Salomé, Frieda Fromm-Reichmann oder Ernst Simmel das Sanatorium in Baden-Baden.
Auf einer Schwedenreise begegneten sich 1924 in Stockholm Hermann Graf Keyserling und Georg Groddeck. Aus der Begegnung entstand für Groddeck eine Vortragstätigkeit in der Darmstädter Schule der Weisheit. Vorträge hielt er auch Mitte der zwanziger Jahre in der Lessing-Hochschule zu Berlin.
Außerdem gründete er 1911 eine Konsumgenossenschaft und trat 1912 als Gründungsmitglied der Gemeinnützigen Baugenossenschaft Baden-Baden auf. Die Genossenschaft wollte die Wohnverhältnisse der Arbeiter verbessern und ließ seit 1920 nach den Plänen des Architekten Paul Schmitthenner die vorbildliche Siedlung Ooswinkel als Gartenstadt erbauen. Groddeck war bis zu seinem von den Nationalsozialisten erzwungenen Rücktritt im September 1933 Aufsichtsratsvorsitzender der Baugenossenschaft Baden-Baden. Ein nach ihm benannter Fußweg zur Oos am Rande der aus nur zwei Straßen bestehenden Siedlung erinnert ebenso wie eine Gedenktafel an Groddecks soziale Leistungen.

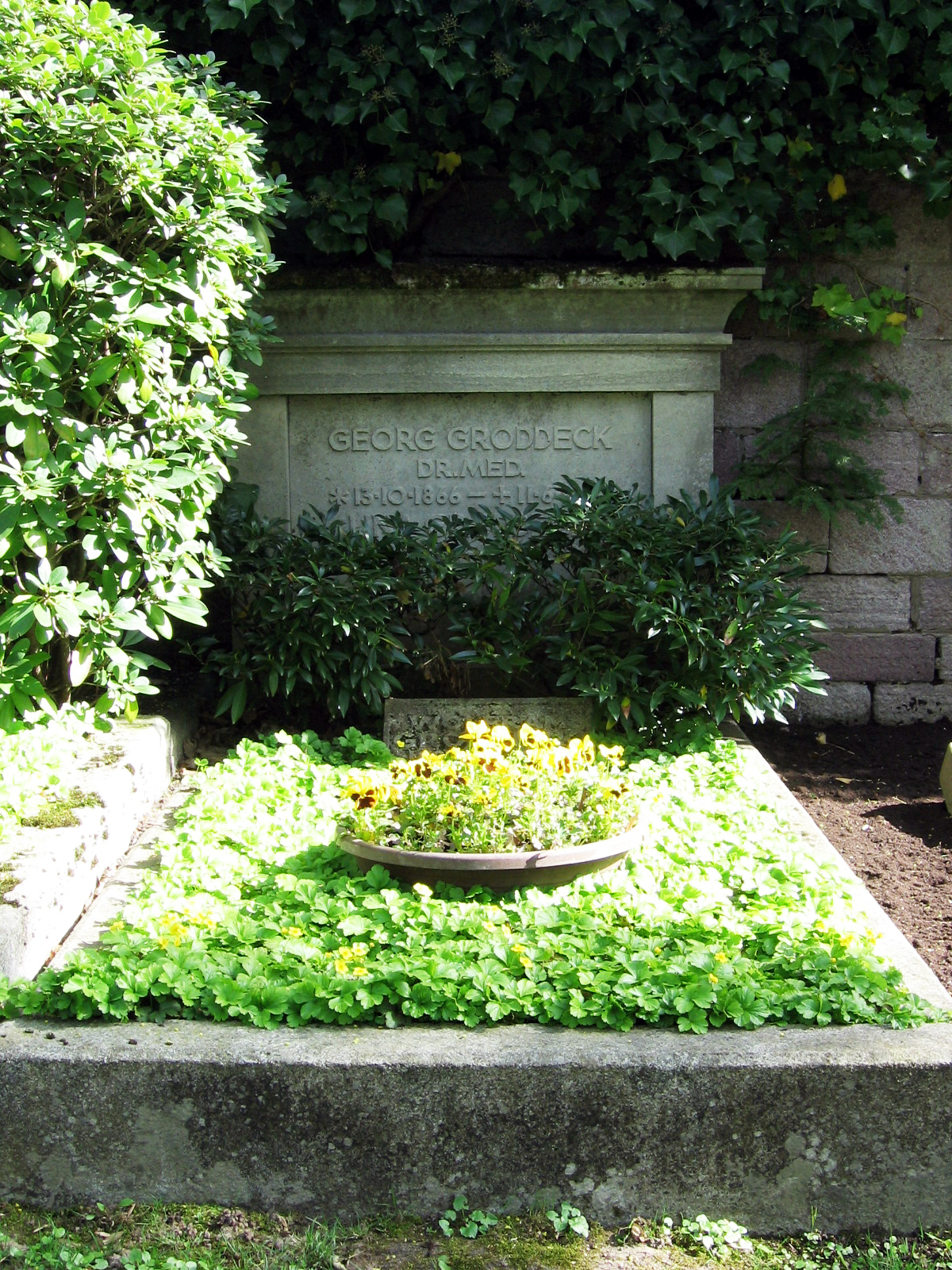
Das Grab Georg Groddecks auf dem Friedhof in Baden-Baden

Nachdem Groddeck in Zürich noch am 2. Juni 1934 einen Vortrag Vom Sehen, von der Welt des Auges und vom Sehen ohne Augen gehalten hatte, verschlechterte sich plötzlich sein Gesundheitszustand; am 11. Juni starb er im Sanatorium von Medard Boss in Knonau. Er wurde auf dem Stadtfriedhof Baden-Baden beigesetzt.

## Briefwechsel
Am 27. Mai 1917 schrieb Georg Groddeck einen ersten Brief an Sigmund Freud. Hieraus entwickelte sich eine Korrespondenz, die von beiden Seiten – in unregelmäßigen Abständen – gepflegt wurde. Freud war der erste Empfänger der Psychoanalytischen Briefe an eine Freundin, und er ebnete Groddeck den Weg zum Internationalen Psychoanalytischen Verlag und zur Internationalen Psychoanalytischen Vereinigung. Selbst über die um 1923 geführte Auseinandersetzung um die Begriffsgeschichte des Es hinaus wurden weiterhin Briefe, wenn auch spärlicher, ausgetauscht. Der Freud-Biograph Max Schur schreibt hierzu: Groddeck war es, der die Bezeichnung „das Es“ prägte, die Freud dann übernahm, als er die Strukturhypothese formulierte. Zu einem vergleichbaren Ergebnis gelangt Octave Mannoni: Das Es ist ein Ausdruck, den Freud bei Georg Groddeck entliehen hat; dieser wiederum hat ihn von Nietzsche übernommen. Nietzsche wiederum hat das Es möglicherweise von Lichtenberg entlehnt: Es denkt, sollte man sagen, so wie man sagt: es blitzt.
Im September 1921 besuchte Sándor Ferenczi seinen Kollegen Georg Groddeck in Baden-Baden. Aus diesem Besuch entwickelte sich eine Freundschaft, die in mehr als vierzig Briefen dokumentiert ist. Es sind vor allem jene Briefe erhalten, die Ferenczi an Groddeck geschrieben hatte und die ursprünglich Michael Balint herausgeben wollte.

## Leistungen
In den Jahren von 1909 bis 1917 hatte Georg Groddeck auf den Gebieten der Tiefenpsychologie und Psychosomatik grundlegende Erkenntnisse sammeln können, für die er eine eigene Methode entwickelte:

„Er dachte dem Wesen seiner Forschungsobjekte gemäß konsequent unsystematisch und assoziativ, sein wissenschaftlicher Ansatz bestand gerade in der Auflösung eines jeden Theoriesystems zugunsten des spielerischen, phantasievollen Umgangs mit seinen Elementen … Lange schon vor Feyerabend lebt Groddeck seine Vita wider den Methodenzwang.“

Den publizistischen Anfang zur Psychosomatik machte Georg Groddeck 1917 mit der Broschüre Psychische Bedingtheit und psychoanalytische Behandlung organischer Leiden, in der er – bezogen auf eine eigene Erkrankung – psychosomatische Zusammenhänge klinisch beschrieb und analysierte. Aus seinen Beobachtungen erhob Groddeck die öffentliche Forderung, die Möglichkeiten der Psychoanalyse bei der Behandlung aller organischer Erkrankungen zu erproben.
Groddecks Therapieformen verbanden Naturheilverfahren mit psychoanalytischen, suggestiven und hypnotischen Elementen. Seine Arm- und Fußbäder, Massagen, seine Diätkost werden auch heute noch praktiziert, wenn auch die kühnen Heilslehren, die er seinen Patienten zusätzlich präsentierte, heute zurückhaltender bewertet werden. Anders als Freud beschäftigte sich Groddeck im Wesentlichen mit chronisch Kranken. Groddeck gilt vielen als Begründer der psychoanalytischen Psychosomatik, wenngleich mit dem Status eines Außenseiters. Seine Thesen zum „Es“ und vor allem die Annahme einer fundamentalen Bisexualität des Menschen isolierten Groddeck innerhalb der psychoanalytischen Bewegung. In der strittigen Frage um eine Krankheitsdefinition betonte Groddeck das Individuelle des sich krank Empfindenden. Wer sich krank fühle, den solle man auch krank nennen. Das Wort krank sei wissenschaftlich nicht zu definieren.

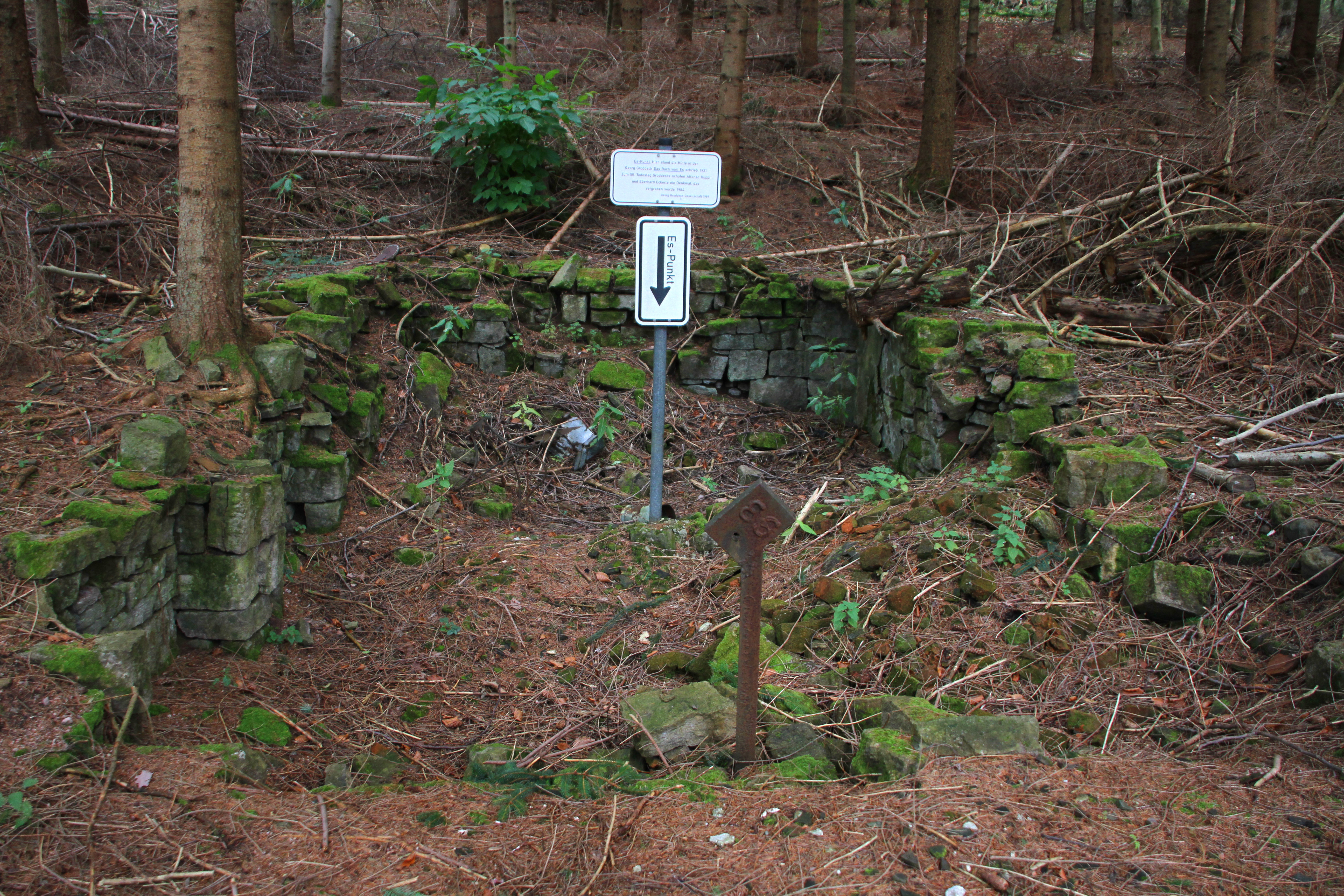
Der Es-Punkt, ein Denkmal der Georg Groddeck-Gesellschaft

1986 wurde in Zürich u. a. von Otto Jägersberg, Claudia Honegger, Helmut Siefert, Wolfram Groddeck (verwandt mit Georg Groddeck) und KD Wolff die Georg Groddeck-Gesellschaft gegründet mit dem Ziel, Groddecks Werk herauszugeben und zu verbreiten.

## Trivia
Georg Groddeck wird aus unterschiedlichen Gründen als Vorbild für die Figur des Dr. Krokowski in Thomas Manns Zauberberg gesehen. Z.B. hielt dieser in seinem Sanatorium Marienhöhe wie jener auf dem Berghof Vorträge, in denen in ähnlicher Weise Zusammenhänge zwischen Liebe und Krankheit hergestellt wurden. Auch die Namensähnlichkeit (Gro-/Kro-), die Berufsbezeichnung „Psychosomatiker“ oder die Ähnlichkeit von relevanten Bezugspersonen werden angeführt.

## Mitgliedschaften
- Seit 1920: Internationale Psychoanalytische Vereinigung
- Seit 1926: Allgemeine Ärztliche Gesellschaft für Psychotherapie

## Veröffentlichungen
Autor
- Die Frau. In: Der Volkserzieher. Bd. 13 (1909), Heft 18, S. 137–142.
- Tragödie oder Komödie? Eine Frage an die Ibsenleser. Hirzel, Leipzig 1910.
- Nasamecu. Der gesunde und kranke Mensch gemeinverständlich dargestellt. Hirzel, Leipzig 1913.
- Psychische Bedingtheit und psychoanalytische Behandlung organischer Leiden. Hirzel, Leipzig 1917.
- Der Seelensucher. Ein psychoanalytischer Roman. Internationaler Psychoanalytischer Verlag, Leipzig/Wien/Zürich 1921.
- Das Buch vom Es. Psychoanalytische Briefe an eine Freundin. Internationaler Psychoanalytischer Verlag, Leipzig/Wien/Zürich 1923.
  - aktuelle Neuedition: Das Buch vom Es. Psychoanalytische Briefe an eine Freundin. 2 Bände (Band 1: Textband; Band 2: Manuskriptedition, Materialien und Briefe). Hrsg. v. Samuel Müller in Verbindung mit Wolfram Groddeck. Stroemfeld, Frankfurt am Main 2004, ISBN 3-87877-832-5.
- Der Mensch als Symbol. Unmaßgebliche Meinungen über Sprache und Kunst. Internationaler Psychoanalytischer Verlag, Wien 1933.
- Psychoanalytische Schriften zur Literatur und Kunst. [Hrsg. von Egenolf Röder von Diersburg]. Wiesbaden, Limes, 1964.
  - Psychoanalytische Schriften zur Literatur und Kunst (= Fischer-Bücherei; 6362). Hrsg. und ausgewählt von Helmut Siefert. S. Fischer, Frankfurt am Main, 1978, ISBN 3-596-26362-X.
- Ein Kind der Erde. Roman. Hrsg. von Galina Hristeva. Stroemfeld, Frankfurt am Main 2010, ISBN 978-3-86600-065-0.

Briefwechsel
- Sándor Ferenczi, Georg Groddeck: Briefwechsel 1921–1933. Fischer, Frankfurt am Main 1986, ISBN 3-596-26786-2.
- Georg Groddeck, Sigmund Freud: Briefwechsel. Stroemfeld, Frankfurt am Main und Basel 2008, ISBN 978-3-86600-029-2.

## Einzelbelege
1. ↑  Gerhard Danzer: Der wilde Analytiker. Georg Groddeck und die Entdeckung der Psychosomatik. Kösel, München 1992, S. 17 f.
2. ↑  Carl Theodor Groddeck: De morbo democratico, nova insaniae forma, Dissertatio inauguralis..., Berlin 1849 (google books)
3. ↑  Berlin, den 21. Dezember in: Magdeburgische Zeitung Nr. 299, 23. Dezember 1849 (Web-Ressource).
4. ↑  Berlin, 12. März in: Frankfurter Oberpostamts-Zeitung Nr. 64, 15. März 1850 (Web-Ressource).
5. ↑  Herbert Will: Die Geburt der Psychosomatik. Georg Groddeck, der Mensch und Wissenschaftler. Urban & Schwarzenberg, München/Wien/Baltimore 1984, S. 12.
6. ↑  Gerhard Danzer: Der wilde Analytiker. Georg Groddeck und die Entdeckung der Psychosomatik. Kösel, München 1992, S. 40.
7. ↑  Herbert Will: Die Geburt der Psychosomatik. Georg Groddeck, der Mensch und Wissenschaftler. Urban & Schwarzenberg, München/Wien/Baltimore 1984, S. 203.
8. ↑  Gerhard Danzer: Der wilde Analytiker. Georg Groddeck und die Entdeckung der Psychosomatik. Kösel, München 1992, S. 57.
9. ↑  Miriam Heyse: Militärische Gesundheitsversorgung im Krieg: Lazarette in Baden-Baden 1914-1921, Dissertation Institut Geschichte und Ethik Medizin, Ruprecht-Karls-Universität Heidelberg, akademischer Betreuer Wolfgang U. Eckart, Heidelberg 2016, S. 51–53.
10. ↑  Helmut Siefert: Groddeck, Georg Walther. In: Enzyklopädie Medizingeschichte. 2005, S. 512.
11. ↑  Georg Groddeck - Sigmund Freud Briefwechsel. Stroemfeld, Frankfurt a. M. / Basel 2008, S. 176 f.
12. ↑  Herbert Will: Die Geburt der Psychosomatik. Georg Groddeck, der Mensch und Wissenschaftler. Urban & Schwarzenberg, München/Wien/Baltimore 1984, S. 71.
13. ↑  Schule der Weisheit, Darmstadt. Abgerufen am 29. August 2022.
14. ↑  Wolfgang Martynkewicz: Georg Groddeck. Eine Biographie. Fischer Taschenbuch Verlag, Frankfurt am Main 1997, S. 348
15. ↑  knerger.de: Das Grab von Georg Groddeck
16. ↑  Herbert Will: Die Geburt der Psychosomatik. Georg Groddeck, der Mensch und Wissenschaftler. Urban & Schwarzenberg, München/Wien/Baltimore 1984, S. 45ff.
17. ↑  Max Schur: Sigmund Freud. Leben und Sterben. Suhrkamp, Frankfurt am Main 1982, S. 372.
18. ↑  Octave Mannoni: Sigmund Freud. Rowohlt, Reinbek bei Hamburg 1982, S. 144.
19. ↑  Georg Christoph Lichtenberg: Schriften und Briefe, hg. von Wolfgang Promies, Bd. II: Sudelbücher II, Carl Hanser, München 1971, S. 412, Aphorismus K 76, ca. 1793; vgl. zum Einfluss dieses Gedankens auf Nietzsches Kritik am „Ich“: Martin Stingelin: Unsere ganze Philosophie ist Berichtigung des Sprachgebrauchs. Friedrich Nietzsches Lichtenberg-Rezeption im Spannungsfeld zwischen Sprachkritik (Rhetorik) und historischer Kritik (Genealogie). Wilhelm Fink, München 1996, urn:nbn:de:bvb:12-bsb00043383-3.
20. ↑  Herbert Will: Die Geburt der Psychosomatik. Georg Groddeck, der Mensch und Wissenschaftler. Urban & Schwarzenberg, München/Wien/Baltimore 1984, S. 66 f.
21. ↑  Gerhard Danzer: Der wilde Analytiker. Georg Groddeck und die Entdeckung der Psychosomatik. Kösel, München 1992, S. 58 u. 60.
22. ↑  Herbert Will: Die Geburt der Psychosomatik. Georg Groddeck, der Mensch und Wissenschaftler. Urban & Schwarzenberg, München/Wien/Baltimore 1984, S. 48 f.
23. ↑  Ralf Bröer: Georg Groddeck. In: Wolfgang U. Eckart und Christoph Gradmann (Hrsg.): Ärztelexikon. Von der Antike bis zum 20. Jahrhundert. 1. Auflage, C. H. Beck, München, 1995, S. 163. Ärztelexikon. Von der Antike bis zur Gegenwart. 2. Auflage 2001, S. 139–140, 3. Auflage 2006 Springer Verlag Heidelberg, Berlin, New York, S. 145. Ärztelexikon 2006, doi:10.1007/978-3-540-29585-3.
24. ↑  Wolfgang U. Eckart: Geschichte, Theorie und Ethik der Medizin, Springer Lehrbuch, 8. überarbeitete Auflage, Springer Deutschland 2017, S. 311 f. ISBN 978-3-662-54659-8. E–Book: ISBN 978-3-662-54660-4. doi:10.1007/978-3-662-54660-4
25. ↑  Die Gesellschaft. Georg Groddeck-Gesellschaft e. V., abgerufen am 31. Oktober 2013.
26. ↑  Thomas Anz und Wolfgang Martynkewicz: Thomas Manns Psychoanalytiker Dr. Krokowski und Georg Groddeck. literaturkritik.de, abgerufen am 10. Juli 2019.

| Personendaten    | Personendaten                                                      |
| ---------------- | ------------------------------------------------------------------ |
| NAME             | Groddeck, Georg                                                    |
| ALTERNATIVNAMEN  | Groddeck, Georg Walther (vollständiger Name)                       |
| KURZBESCHREIBUNG | deutscher Arzt, Psychoanalytiker und Wegbereiter der Psychosomatik |
| GEBURTSDATUM     | 13. Oktober 1866                                                   |
| GEBURTSORT       | Kösen                                                              |
| STERBEDATUM      | 11. Juni 1934                                                      |
| STERBEORT        | Knonau, Schweiz                                                    |